# Le Chêne (Aube)
Le Chêne és un municipi francès situat al departament de l'Aube i a la regió del Gran Est. L'any 2007 tenia 247 habitants.

## Demografia

### Població
El 2007 la població de fet de Le Chêne era de 247 persones. Hi havia 100 famílies de les quals 24 eren unipersonals (16 homes vivint sols i 8 dones vivint soles), 44 parelles sense fills, 28 parelles amb fills i 4 famílies monoparentals amb fills.
La població ha evolucionat segons el següent gràfic:
Habitants censats

### Habitatges
El 2007 hi havia 116 habitatges, 102 eren l'habitatge principal de la família, 3 eren segones residències i 11 estaven desocupats. 112 eren cases i 4 eren apartaments. Dels 102 habitatges principals, 67 estaven ocupats pels seus propietaris, 33 estaven llogats i ocupats pels llogaters i 2 estaven cedits a títol gratuït; 2 tenien una cambra, 4 en tenien dues, 7 en tenien tres, 30 en tenien quatre i 59 en tenien cinc o més. 89 habitatges disposaven pel capbaix d'una plaça de pàrquing. A 33 habitatges hi havia un automòbil i a 62 n'hi havia dos o més.

### Piràmide de població
La piràmide de població per edats i sexe el 2009 era:
| Homes | Edats   | Dones |
| ----- | ------- | ----- |
| 0     | 95 o +  | 0     |
| 4     | 90 a 94 | 0     |
| 0     | 85 a 89 | 4     |
| 0     | 80 a 84 | 0     |
| 0     | 75 a 79 | 0     |
| 4     | 70 a 74 | 0     |
| 8     | 65 a 69 | 8     |
| 8     | 60 a 64 | 8     |
| 4     | 55 a 59 | 8     |
| 12    | 50 a 54 | 4     |
| 4     | 45 a 49 | 12    |
| 0     | 40 a 44 | 4     |
| 4     | 35 a 39 | 8     |
| 4     | 30 a 34 | 8     |
| 8     | 25 a 29 | 4     |
| 12    | 20 a 24 | 4     |
| 4     | 15 a 19 | 8     |
| 4     | 10 a 14 | 12    |
| 4     | 5 a 9   | 4     |
| 4     | 0 a 4   | 12    |

## Economia
El 2007 la població en edat de treballar era de 154 persones, 122 eren actives i 32 eren inactives. De les 122 persones actives 107 estaven ocupades (55 homes i 52 dones) i 15 estaven aturades (9 homes i 6 dones). De les 32 persones inactives 11 estaven jubilades, 9 estaven estudiant i 12 estaven classificades com a «altres inactius».

### Ingressos
El 2009 a Le Chêne hi havia 104 unitats fiscals que integraven 266,5 persones, la mediana anual d'ingressos fiscals per persona era de 16.680 €.

### Activitats econòmiques
Dels 10 establiments que hi havia el 2007, 2 eren d'empreses alimentàries, 1 d'una empresa de construcció, 4 d'empreses de comerç i reparació d'automòbils, 1 d'una empresa financera, 1 d'una empresa immobiliària i 1 d'una empresa de serveis.
Dels 2 establiments de servei als particulars que hi havia el 2009, 1 era un taller de reparació d'automòbils i de material agrícola i 1 paleta.
L'any 2000 a Le Chêne hi havia 11 explotacions agrícoles.

## Poblacions més properes
El següent diagrama mostra les poblacions més properes.